# Phantasmagoria (The Damned)
| Recensione | Giudizio |
| ---------- | -------- |
| AllMusic   |          |

Phantasmagoria è il sesto album in studio del gruppo musicale britannico The Damned, pubblicato nel 1985.

## Storia
Dopo la pubblicazione nel 1982 dell'album Strawberries iniziò un periodo difficile per la band a seguito dell'abbandono del bassista Paul Gray, dei problemi con il nuovo manager e per il fallimento della Bronze Records; inoltre Captain Sensible non era più interamente dedicato al gruppo a causa dei suoi progetti solisti. Nacquero quindi progetti paralleli, come David Vanian and the Phantom Chords e Naz Nomads & the Nightmares, che altro non sono che alter ego del gruppo senza Captain Sensible impegnato in altri progetti con Roman Jugg nel ruolo di chitarrista e autore. A seguito anche delle incomprensioni con Scabies, del licenziamento del manager Andy McQueen da parte della band mentre Sensible è in vacanza, portano questi a lasciare il gruppo il 24 agosto 1984. In questo contesto anche la situazione economica è difficile, con Vanian e Scabies che furono costretti a vendere auto e strumentazione. Fortunatamente la MCA, una importante casa discografica, grazie a Steve Kutner, che si dichiara fan del gruppo, decide di mettere sotto contratto il gruppo per via del folto pubblico che segue la band oltre al fatto che l'abbandono di Captain Sensible vien visto positivamente in quanto la major non riteneva positivo che la band avesse due frontman.
Scabies ricorda che "Abbiamo iniziato a pensare alle classifiche perché desideravamo finalmente avere successo. Sono sicuro che la MCA, e Jon Kelly che ci ha prodotto, lo avessero sicuramente sperato, ma il nostro materiale stava comunque attraversando una fase pop. Era davvero semplice come concetto, ma non ci avevamo mai provato, perchè il nostro modo di presentarci puntava tutto sull'aggressività e sull'ubriachezza. Si trattava di darsi una bella ripulita. Che cosa avevamo da perdere?". Così il 10 ottobre 1984 la band firmò il contratto con la MCA per iniziare a registrare presso i Pathway Studios.
L'album è stato pubblicato nel 1985 in molti paesi del mondo, in varie edizioni, in formato LP, CD e musicassetta. In seguito è stato ristampato numerose volte e in varie edizioni, comprensive di tracce bonus come Grimly Fiendish e The Shadow of Love. Nel 2009 è stata pubblicata l'edizione Phantasmagoria: Expanded Edition dalla Universal/Island Records in doppio CD, con un intero disco di tracce bonus.

## Copertina
Venne ideata da Dave Vanian e rappresenta una foto della modella Susie Bick.

## Tracce
LP
1. Street of Dreams – 5:38
2. Shadow of Love – 3:51
3. There'll Come a Day – 4:15
4. Sanctum Sanctorum – 6:27
5. Is It a Dream – 3:27
6. Grimly Fiendish – 3:50
7. Edward the Bear – 3:37
8. The Eighth Day – 3:46
9. Trojans – 4:53

Durata totale: 39:44

## Formazione
- Dave Vanian - voce
- Roman Jugg - chitarra
- Bryn Merrick - basso
- Rat Scabies - batteria